# Marjory Stephenson
Marjory Stephenson (geboren am 24. Januar 1885 in Burwell, Cambridgeshire; gestorben am 12. Dezember 1948 in Cambridge) war eine britische Biochemikerin.

## Leben
Stephenson war die Tochter von Robert Stephenson (1847–1929), einem Bauern, Vermesser und Besitzer einer Zementfabrik; sowie dessen Frau Sarah, geborene Rogers (1848–1925). Ihr Vater, der als Gemeinderatsvorstand und Friedensrichter auch in der Lokalpolitik aktiv war, engagierte sich besonders für Fortschritte im Bildungswesen. Beide Großväter waren Rennpferdtrainer gewesen.
Ab 1903 studierte Marjory Stephenson am Newnham College, wo sie sich wie ihr Vater besonders für Naturwissenschaften interessierte. 1906 wurde Marjory Stephenson College-Lehrerin, zunächst am Gloucester County Training College, dann am King’s College of Household Science in London. 1912 war sie die einzige Frau in den Labors des Biochemischen Instituts des University College London, wo sie Fettstoffwechsel untersuchte.
Der Erste Weltkrieg unterbrach ihre wissenschaftliche Karriere. Sie beteiligte sich als Kriegsfreiwillige (Voluntary Aid Detachment) an der Leitung von Lazarettküchen und Feldlazaretten in Frankreich und Thessaloniki. Für ihren Einsatz wurde sie nach Kriegsende als Member des Order of the British Empire und mit der niedrigeren Stufe des Royal Red Cross ausgezeichnet. Die Erfahrungen des Kriegs machten Stephenson zur Pazifistin.
1919 wurde sie an das Biochemische Institut der Universität Cambridge berufen, wo sie unter Frederick Gowland Hopkins arbeitete. Gemeinsam mit Juda H. Quastel und Margaret Whetham verbesserte sie um 1928 die Methodik Pasteurs zur Extraktion von Enzymen aus Bakterien. Gemeinsam mit Leonard Hubert Stickland (dem Entdecker der Stickland-Reaktion) isolierte sie 1928 L-Lactatdehydrogenase von Coli-Bakterien. 1931 prägten die zwei Forscher den Begriff der Hydrogenase. In den 1930ern untersuchte sie die Entwicklung von Bakterien in Ameisensäure und mit Ernest Gale zusammen auf dem Gebiet des Aminosäuren-Stoffwechsels. Sie unternahm in dieser Zeit auch Reisen in die USA und Sowjetunion.
Anhand ihrer Grundlagenforschung verfasste sie das Standardwerk Bacterial Metabolism (deutsch: Stoffwechsel der Bakterien), welches zwischen 1930 und 1949 mehrfach aufgelegt wurde. 1936 erhielt sie den wissenschaftlichen Doktortitel, 1943 wurde sie auf eine Lehrstelle der Cambridger Universität berufen. 1945 wurden sie und Kathleen Lonsdale als erste Frauen zu Mitgliedern der Royal Society gewählt. 1947 erhielt sie den Lehrstuhl für chemische Mikrobiologie.
Im Februar 1945 war sie Mitgründerin der Society for General Microbiology, deren erster Präsident Alexander Fleming wurde. Von 1947 bis zu ihrem Lebensende war Marjory Stephenson die zweite Präsidentin dieser Gesellschaft; 1953 stiftete die Gesellschaft ihr zu Ehren den zunächst zweijährlichen, nunmehr jährlich vergebenen Marjory-Stephenson-Preis.